# Municipio de Ruen
El municipio de Ruen (búlgaro: Община Руен) es un municipio búlgaro perteneciente a la provincia de Burgas.
En 2013 tiene 28 650 habitantes.
La población se reparte entre las siguientes localidades: Bilka, Vishna, Vresovo, Podgorets, Dobra Polyana, Dobromir, Dropla, Daskotna, Dyulya, Zaimchevo, Zaychar, Zvezda, Kamenyak, Karavelyovo, Listets, Lyulyakovo, Pripek, Mrezhichko, Preobrazhentsi, Planinitsa, Prosenik, Razboyna, Rechitsa, Rozhden, Rudina, Ruen (la capital), Rupcha, Razhitsa, Skalak, Snezha, Snyagovo, Sokolets, Sredna Mahala, Struya, Topchiysko, Tranak, Sini Rid, Cheresha, Shivarovo, Yabalchevo y Yasenovo.
Se ubica en el extremo septentrional de la provincia, al norte de Aytos.